# Val Muggiasca
La Val Muggiasca è una valle situata nella provincia di Lecco, in Lombardia. È il tratto finale della Valsassina ed è attraversata dal Torrente Pioverna, che dopo aver modellato la Valsassina scorre attraverso la Val Muggiasca prima di sfociare nel Lago di Como a Bellano.

## Geografia
La Val Muggiasca si estende dal Tartavalle (Taceno) fino al Lago di Como, attraversando un paesaggio caratterizzato da boschi, pascoli e borghi storici. Il punto più alto della valle è il Monte Muggio, che raggiunge un’altitudine di circa 1.800 metri, mentre la sua parte più bassa coincide con la foce del torrente Pioverna a Bellano, a circa 200 metri sul livello del mare.
Secondo tradizioni locali, la Val Muggiasca era un antico passaggio commerciale utilizzato per collegare il Lago di Como con le zone alpine della Valsassina.

## Il Torrente Pioverna
Il Torrente Pioverna è il principale corso d’acqua della Val Muggiasca. Dopo aver scavato la Valsassina, il torrente si dirige inizialmente verso sud fino al Colle di Balisio, dove compie una brusca svolta verso nord. Attraversa l’intera valle, percorrendo borghi come Taceno e Parlasco, prima di raggiungere il Lago di Como a Bellano.

## Natura e turismo
La Val Muggiasca è immersa in un contesto naturale di grande bellezza. Le sue colline e montagne sono ricoperte da boschi di castagni e faggi, intervallati da pascoli e prati. 
Il territorio offre numerosi sentieri escursionistici, tra cui tratti del "Sentiero del Viandante", che collega i borghi della valle con quelli del Lago di Como. La valle è meta di appassionati di trekking, ciclismo e fotografia naturalistica.

## Luoghi di interesse
- Orrido di Bellano

## Comuni della Val Muggiasca
I principali comuni della Val Muggiasca sono:
- Bellano, situato alla foce del Torrente Pioverna nel Lago di Como.
- Taceno, noto per i suoi paesaggi e la posizione strategica nella valle.
- Parlasco, un piccolo borgo caratteristico, famoso per i suoi murales e le leggende locali.